# 헬레나 칼리아니오츠
헬레나 칼리아니오츠(Helena Kallianiotes, 1938년 3월 24일 ~ )는 미국의 배우, 댄서, 영화배우이다.
그리스에서 태어났다.

## 영화
- 뒤로 가는 남과 여 (1989년) - 그레이스 카렐리 역
- 용의자 (1982년)
- 유월절 음모 (1976년)
- 스테이 헝그리 (1976년)
- 명탐정 하퍼 2 (1975년)
- 생크스 (1974년)
- 진정한 승리 (1972년)
- 더 베이비 메이커 (1970년) - 완다 역
- 잃어버린 전주곡 (1970년)